# Элий Сатурнин
Элий Сатурнин (лат. Aelius Saturninus) — римский поэт I века.
О биографии Сатурнина сохранилось мало сведений. Дион Кассий рассказывает о том, что в 23 году сенат приговорил Сатурнина к смертной казни через сбрасывание с Тарпейской скалы за написание им нескольких неуважительных по отношению к императору Тиберию стихотворений.